# Swertia perennis
Swertia perennis es una especie  perteneciente a la familia Gentianaceae. 

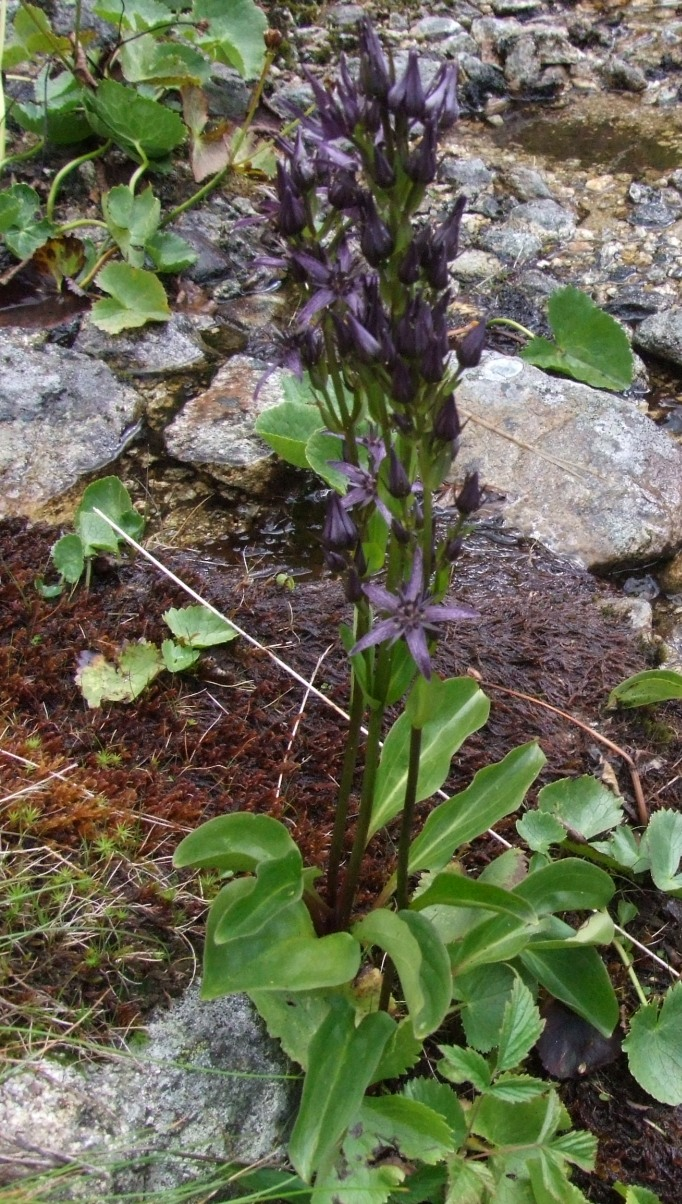
En su hábitat

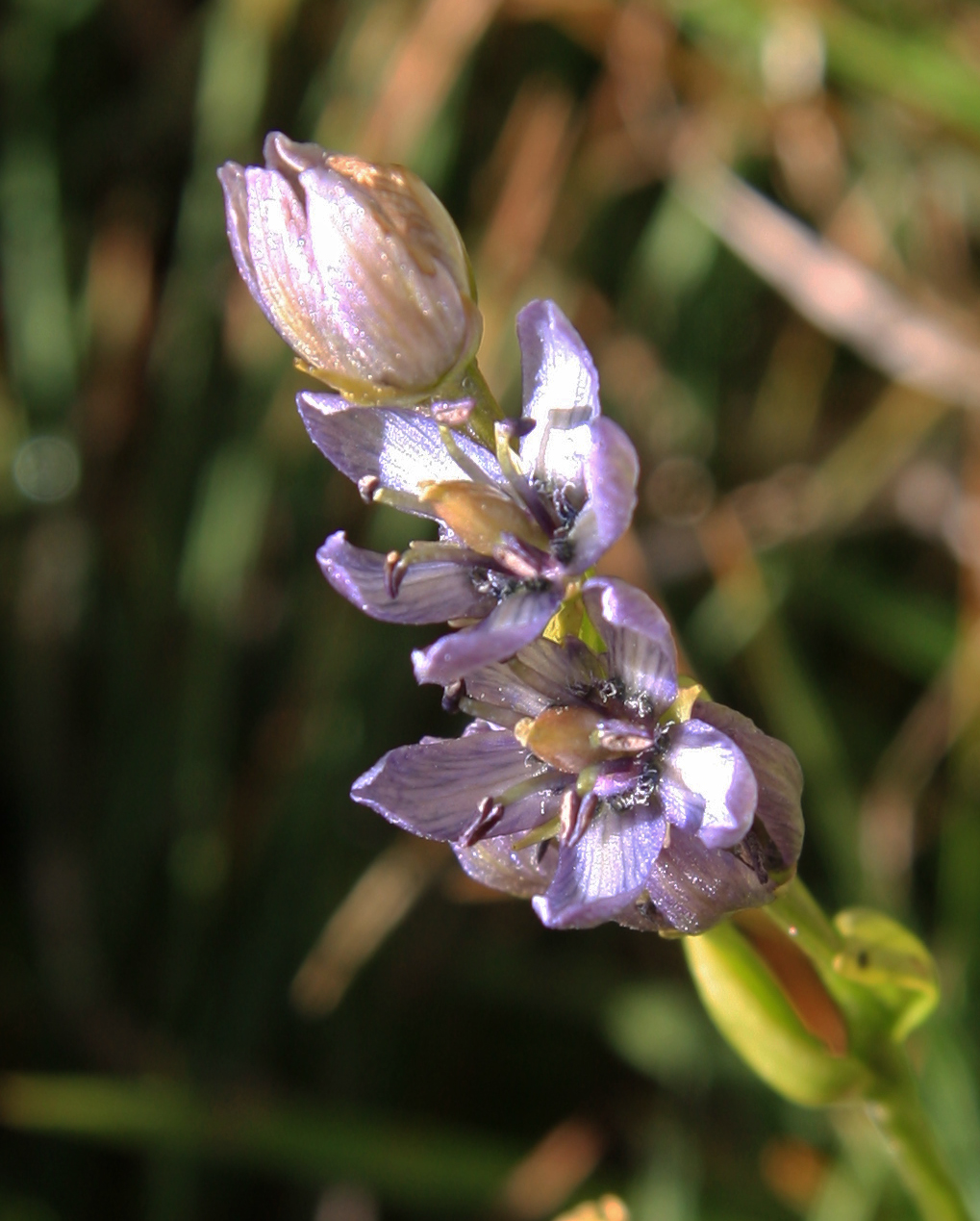
Inflorescencia

## Caracteres
Planta perenne, erecta, sin ramificar. Hojas ovales, enteras, con 5-7 nervios paralelos, las inferiores con largos pecíolos y las superiores sentadas y abrazadoras. Flores estrelladas, de 20-30 mm, con pétalos puntiagudos de color violeta o púrpura, amarillo verdoso o blancas con manchas o líneas oscuras; cáliz dividido hasta la base, y, dos nectarios en la base; agrupadas en inflorescencias terminales ramificadas. Florece en el verano. Especie variable.

## Hábitat
Lugares muy húmedos en las montañas, cenagales, prados húmedos, arroyos.

## Distribución
En Europa en Austria, Bulgaria, República Checa, Eslovaquia, Francia, Alemania, Suiza, España, Italia, Eslovenia, Polonia, Rumanía y Rusia.

## Taxonomía
Swertia perennis fue descrito por  Carlos Linneo y publicado en Species Plantarum 1: 226. 1753.
Etimología
Swertia: nombre genérico que fue otorgado en honor de Emanuel Sweert, herbalista alemán, nacido en 1552.
perennis: epíteto latíno que significa "perenne".
Sinonimia
- Gentiana paniculata Lam. [1779, Fl. Fr., 2 : 290] [nom. illeg.]
- Gentiana palustris All. [1785, Fl. Pedem., 2 : 101]
- Blepharaden perennis (L.) Dulac[5]
- Gentiana swertia E.H.L.Krause
- Swertia alpestris Baumg.
- Swertia manshurica (Kom.) Kitag.
- Swertia obtusa Ledeb.
- Swertia punctata Baumg.[6]